# Tulasnella guttulata
Tulasnella guttulata é uma espécie de fungo pertencente à família Tulasnellaceae.